# Eichenberg (Hasselfelde)
Der Eichenberg im Harz ist eine etwa 520 m ü. NHN hohe Erhebung nahe Hasselfelde im Landkreis Harz, Sachsen-Anhalt.

## Geographie

### Lage
Der Eichenberg liegt im Unterharz im Naturpark Harz/Sachsen-Anhalt. Er erhebt sich 3,7 km nördlich von Hasselfelde, einem Ortsteil der Stadt Oberharz am Brocken. Seine bewaldete Landschaft fällt nach Norden steil in das Tal des von der Rappbode durchflossenen Rappbodestausees (423,6 m) ab und leitet nach Süden zum etwa 1,7 km entfernten Hoppelberg (507,5 m) über.

### Berghöhe
Der Eichenberg ist laut oberster Höhenlinie, die in topographischen Kartendiensten des Bundesamts für Naturschutz (BfN) verzeichnet ist, mindestens 520 m hoch. Auf solchen Karten ist etwa 300 m südwestlich seines Gipfels eine 515,2 m hohe Stelle zu finden.

## Schutzgebiete
Auf dem gesamten Eichenberg liegen Teile des Landschaftsschutzgebiets Harz und nördliches Harzvorland (CDDA-Nr. 20784; 1968; 1587,6238 km²). Auf seinen Hochlagen und seiner Nordflanke befinden sich Teile des Naturschutzgebiets Eichenberg (CDDA-Nr. 318327; 2000 ausgewiesen; 57,3 ha groß). In diesen, auf östlichen und südöstlichen Bereichen des Berges liegen Teile des Fauna-Flora-Habitat-Gebiets Bodetal und Laubwälder des Harzrandes bei Thale (FFH-Nr. 4231-303; 57,73 km²) und solche des Vogelschutzgebiets Nordöstlicher Unterharz (VSG-Nr. 4232-401; 169,88 km²).

## Aussichtsmöglichkeit und Wandern
Der Eichenberg kann zum Beispiel vom an der Bundesstraße 81 gelegenen Hasselfelde kommend auf einem über den Hoppelberg führenden Waldweg erwandert werden. Wenige Hundert Meter westnordwestlich des Berggipfels liegt nahe einer Weggabelung (⊙; 510,2 m) der Aussichtspunkt Rappbodeblick (⊙), von dem das Gelände steil zum Rappbodestausee abfällt. Von dort reicht der Blick über den Stausee hinweg in Richtung Nordosten vorbei am Rotestein zur Staumauer. Der Rappbodeblick war bis 2016 als Nr. 56 in das System der Stempelstellen der Harzer Wandernadel einbezogen. Im Stausee ist, wenn die Bäume nicht zu stark belaubt sind, die unterhalb des Aussichtspunkts gelegene Präzeptorklippe zu erkennen.